# Караханов, Есламбек Нурбекович
Есламбек Нурбекулы Караханов (каз. Исламбек Нұрбекұлы Қарақанов; 1 марта 1958, с. Семеновка, Бескарагайский район, Восточно-Казахстанская область) — казахстанский государственный деятель.

## Биография
Караханов Есламбек Нурбекулы родился 1 марта 1958 в селе Семеновка Бескарагайского района, Семипалатинской (ныне Восточно-Казахстанской) области. По Национальности казах.

### Образование
После окончания школы поступил в Карагандинский политехнический институт на строительный факультет, который окончил в 1980 году. 
В 1992 году окончил Московскую Академию Народного хозяйства (управленческое отделение) и Школу бизнеса и менеджмента Японии.

### Трудовая деятельность
С августа 1980 года по январь 1981 года работал мастером управления механизированных работ треста «Семтяжстрой» в г. Семипалатинске. 
C января по май 1981 года работал мастером участка треста специализированного управления «Водоканалстрой» треста «Семипалатинсктяжстой» г. Семипалатинска. 
Май 1981 - февраль 1982 – служба в рядах Советской Армии. 
С декабря 1982 года по июль 1983 года работал мастером комбината сборного железобетона №3 г. Семипалатинска. 
С июля 1983 по февраль 1985 года работал мастером участка домостроительного комбината строительно-монтажного объединения – «Семипалатинсктяжстрой». 
С февраля по декабрь 1985 года — главный инженер управления производственного строительно-монтажного объединения «Семипалатинсктяжстрой». 
С января 1986 по июнь 1987 года – главный инженер, директор комбината сборных строительных конструкций и деталей «Гурьевнефтехимстрой» в городе Гурьеве. 
Июнь 1987 — июль 1988 годов — начальник строительно-монтажного управления «Химстрой», строительно-монтажного треста «Гурьевнефтехимстрой». 
Июль 1988 — март 1992 — управляющий трестом «Гурьевнефтехимстрой». 
23 марта 1992 года назначен главой городской администрации города Семипалатинска. 
В 1994-1998 годы работал советником директора филиала, заместителем председателя правления банка в г. Караганде. 
1998 – 2006 годы работал советником акима, заместителем акима г. Семипалатинск. 
С 2006 года - президент Холдинга «Раптор Семей».